# Fernand Defuisseaux
Fernand Defuisseaux (Bergen, 4 januari 1848 - 29 juni 1912) was een Belgisch politicus en senator.

## Levensloop
Defuisseaux was een zoon van Nicolas Defuisseaux en de jongere broer van de socialistische volksvertegenwoordigers Léon en Alfred Defuisseaux. Hij promoveerde tot doctor in de rechten maar gaf er de voorkeur aan de onderneming te leiden die zijn vader in Baudour had gesticht.
Hij werd verkozen als 'progressief' liberaal provincieraadslid voor Henegouwen (1883-1894). Zoals zijn broers verliet hij de liberale rangen en werd lid van de BWP. In 1900 werd hij verkozen als senator voor het arrondissement Bergen. Hij was nogmaals herkozen in 1912, maar overleed voor hij de eed kon afleggen.